# Habib Koité
Habib Koité (ur. 27 stycznia 1958 w Thiès, Senegal) – malijski gitarzysta, wokalista oraz autor piosenek. Jego występom towarzyszył zespół Bamada.

## Historia
Habib Koité urodził się w szanowanej malijskiej rodzinie muzyków. Nigdy nie uczono go muzyki, uczył się sam słuchając i obserwując członków rodziny. W 1978 rozpoczął studia w Narodowym Instytucie Sztuki w Bamako, które ukończył w 1982 roku. W 1988 założył zespół Bamada. Nazwa "Bamada" jest slangowym określeniem Bamako, stolicy Mali i oznacza "w paszczy krokodyla". Członkowie zespołu są w większości przyjaciółmi Koité z dzieciństwa.
Jego popularność rozpoczęła się od piosenki "Cigarette Abana" (No more cigarettes), która stała się przebojem Zachodniej Afryki w 1991 roku. Po wydaniu albumów "Ma Ya" (1998) oraz "Baro" (2001) stał się jednym z najpopularniejszych muzyków z malijskich za granicą.
Dwa utwory z albumu "Muso Ko": "I Ka Barra" oraz "Din Din Wo" dołączono do Windows Vista jako przykładowe pliki dźwiękowe.
W Polsce wystąpił 14 czerwca 2009 roku w Poznaniu podczas festiwalu Ethno Port.

## Dyskografia

### Albumy
- Muso Ko, 1995
- Ma Ya, 1998
- Baro, 2001
- Live!, 2004
- Afriki, 2007
- Acoustic Africa in concert, 2011
- Brothers in Bamako, 2012
- Soô, 2014